# سیارک ۲۶۵۰۱
سیارک ۲۶۵۰۱ (به انگلیسی: 26501 Sachiko، نامگذاری:2000CP2) بیست و شش هزار و پانصد و یکمین سیارک کشف شده‌است که در ۲ فوریه ۲۰۰۰ کشف شد.
قدر مطلق سیارک برابر ۲۸.۲ است.